# Norman Bird
Pour les articles homonymes, voir Bird.
Norman Bird (né le 30 octobre 1920 à Coalville dans le Leicestershire et mort le 22 avril 2005 à Wolverhampton) est un acteur britannique.

## Biographie
Norman Bird est connu pour avoir eu des petits rôles dans presque soixante-dix films et plus de deux cent téléfilms et séries télévisées.

## Filmographie partielle

### Cinéma
- 1954 : Un inspecteur vous demande (An Inspector Calls) de Guy Hamilton
- 1960 : Le Silence de la colère (The Angry Silence) de Guy Green
- 1960 : Hold-up à Londres (The League of Gentlemen) de Basil Dearden
- 1961 : Le Prisonnier récalcitrant (Very Important Person) de Ken Annakin
- 1961 : La Victime (Victim) de Basil Dearden
- 1961 : Scotland Yard contre X (The Secret Partner) de Basil Dearden : Ralph Beldon
- 1961 : Cash on Demand de Quentin Lawrence : Arthur Sanderson
- 1962 : Le Verdict (Term of Trial) de Peter Glenville
- 1963 : Le Maniaque (The Maniac) de Michael Carreras
- 1964 : Les Premiers Hommes dans la Lune (First Men in the Moon) de Nathan Juran
- 1970 : La Vierge et le Gitan (The Virgin and the Gypsy) de Christopher Miles
- 1971 : La Fille de Jack l'Éventreur (Hands of the Ripper) de Peter Sasdy
- 1976 : The Slipper and the Rose: The Story of Cinderella de Bryan Forbes
- 1978 : La Grande Menace (The Medusa Touch) de Jack Gold : Major Henry Morlar
- 1993 : Les Ombres du cœur (Shadowlands) de Richard Attenborough

### Télévision
- 1963 : Le Saint (série télévisée) : Corruption (saison 2 épisode 12) : George Hackett
- 1965 : Le Saint (série télévisée) : L'Auberge du mystère (saison 3 épisode 20) : Weems
- 1966 : Chapeau melon et bottes de cuir (série télévisée) : Épisode 12 : La Poussière qui tue ( Silent Dust )
- 1967 : Le Saint (série télévisée) : Le Noyé (saison 3 épisode 20) : Insp. Mitchell
- 1968 : Le Saint (série télévisée) : Les Mercenaires (saison 3 épisode 20) : Mr. Spode
- 1984 : Histoires singulières (Hammer House of Mystery and Suspense) (série télévisée) : Épisode 8 : Black Carrion